# P. J. Washington
Paul Jamaine "P. J." Washington Jr. (Louisville, Kentucky; 23 de agosto de 1998) es un baloncestista estadounidense que pertenece a la plantilla de los Dallas Mavericks de la NBA. Con 1,98 metros de estatura, ocupa la posición de ala-pívot.

## Trayectoria deportiva

### High school
Asistió en su época de secundaria al Findlay College Prep de Henderson, Nevada, donde en su temporada sénior promedió 19,6 puntos, 9,4 rebotes y 6,3 asistencias por partido, siendo elegido por USA Today en el segundo mejor quinteto de todo el país. Al término de la temporada, fue seleccionado para disputrar los prestigiosos Jordan Brand Classic y Nike Hoop Summit, logrando 11 puntos y 6 robos de balón en el primero de ellos.

### Universidad
Jugó dos temporadas con los Wildcats de la Universidad de Kentucky, en las que promedió 12,9 puntos, 6,6 rebotes, 1,7 asistencias y 1,0 tapones por partido, En su temporada sophomore fue incluido por los entrenadores en el mejor quinteto de la Southeastern Conference, y también en el tercer equipo All-American para Associated Press, National Association of Basketball Coaches, United States Basketball Writers Association y Sporting News.
En abril de 2019 anunció que se presentaría al Draft de la NBA, renunciando así a los dos años de carrera que le quedaban.

#### Estadísticas
| Año     | Equipo   | PJ | PT | MPP  | %TC  | %3P  | %TL  | RPP | APP | ROB | TPP | PPP  |
| ------- | -------- | -- | -- | ---- | ---- | ---- | ---- | --- | --- | --- | --- | ---- |
| 2017–18 | Kentucky | 37 | 30 | 27.4 | .519 | .238 | .606 | 5.7 | 1.5 | .8  | .8  | 10.8 |
| 2018–19 | Kentucky | 35 | 33 | 29.3 | .522 | .423 | .663 | 7.6 | 1.8 | .9  | 1.2 | 15.2 |
| Total   | Total    | 72 | 63 | 28.3 | .521 | .384 | .632 | 6.6 | 1.7 | .8  | 1.0 | 12.9 |

### Profesional
Fue elegido en la undécima posición del Draft de la NBA de 2019 por los Charlotte Hornets. Al término de la temporada fue elegido en el segundo mejor quinteto de rookies.
Durante su segunda temporada con los Hornets, el 28 de febrero de 2021, registró 42 puntos en la victoria ante Sacramento Kings.
Al comienzo de su cuarto año en Charlotte disputa más minutos y recibe una oferta de renovación de $52 millones por cuatro años, la cual rechazó. El 28 de marzo de 2023, anotó 43 puntos en la victoria ante Oklahoma City Thunder, siendo su récord personal de anotación.
Durante su quinta temporada con los Hornets, el 27 de enero de 2024, anota 43 puntos ante Utah Jazz. El 8 de febrero es traspasado a Dallas Mavericks a cambio de Grant Williams y Seth Curry.

## Selección nacional
Washington formó parte del combinado nacional de Estados Unidos Sub-18 que ganó la medalla de oro en el Campeonato FIBA Américas de 2016 disputado  en Valdivia, Chile. Y también del bronce obtenido en el Campeonato Mundial Sub-19 de Egipto 2017.

## Estadísticas de su carrera en la NBA

### Temporada regular
| Año     | Equipo    | PJ  | PT  | MPP  | %TC  | %3P  | %TL  | RPP | APP | ROB | TPP | PPP  |
| ------- | --------- | --- | --- | ---- | ---- | ---- | ---- | --- | --- | --- | --- | ---- |
| 2019-20 | Charlotte | 58  | 57  | 30.3 | .455 | .374 | .647 | 5.4 | 2.1 | .9  | .8  | 12.2 |
| 2020-21 | Charlotte | 64  | 61  | 30.5 | .440 | .386 | .745 | 6.5 | 2.5 | 1.1 | 1.2 | 12.9 |
| 2021-22 | Charlotte | 65  | 28  | 27.2 | .470 | .365 | .716 | 5.2 | 2.3 | .9  | .9  | 10.3 |
| 2022-23 | Charlotte | 73  | 73  | 32.6 | .444 | .348 | .730 | 4.9 | 2.4 | .9  | 1.1 | 15.7 |
| 2023-24 | Charlotte | 44  | 17  | 29.2 | .446 | .324 | .713 | 5.3 | 2.2 | .9  | .7  | 13.6 |
| 2023-24 | Dallas    | 29  | 28  | 32.2 | .421 | .314 | .627 | 6.2 | 1.5 | 1.2 | .9  | 11.7 |
| 2024-25 | Dallas    | 57  | 56  | 32.2 | .453 | .381 | .722 | 7.8 | 2.3 | 1.1 | 1.1 | 14.7 |
| Total   | Total     | 390 | 320 | 30.6 | .448 | .358 | .709 | 5.9 | 2.3 | 1.0 | 1.0 | 13.1 |

### Playoffs
| Año   | Equipo | PJ | PT | MPP  | %TC  | %3P  | %TL  | RPP | APP | ROB | TPP | PPP  |
| ----- | ------ | -- | -- | ---- | ---- | ---- | ---- | --- | --- | --- | --- | ---- |
| 2024  | Dallas | 22 | 22 | 35.7 | .427 | .348 | .709 | 6.6 | 1.4 | .7  | .8  | 13.0 |
| Total | Total  | 22 | 22 | 35.7 | .427 | .348 | .709 | 6.6 | 1.4 | .7  | .8  | 13.0 |